# Diospilus robustus
Diospilus robustus är en stekelart som beskrevs av Henry J. Reinhard 1862. Diospilus robustus ingår i släktet Diospilus och familjen bracksteklar. Inga underarter finns listade i Catalogue of Life.